# زمردی دم‌پارویی
زمردی دم‌پارویی(نام علمی: Dorocordulia libera) نام یک گونه از تیره زمردآسیابکان است.